# Chabuco
José Darío Martínez Acosta (Valledupar, 1 de junio de 1975), más conocido por su nombre artístico Chabuco, es un cantante y músico colombiano. Durante su carrera, Chabuco ha implementado en su música vallenata otros géneros como la bossa nova, la samba, el flamenco, el jazz, el bolero y el rock.

## Biografía

### Primeros años
Martínez nació en la ciudad de Valledupar, capital del departamento del Cesar. Heredó el gusto musical de su padre, el guitarrista Hugues Martínez, reconocido por haber hecho parte de agrupaciones musicales como los Hermanos Zuleta y Bovea y sus vallenatos. Sus primeras influencias musicales fueron artistas vallenatos clásicos como Rafael Escalona, Fredy Molina, Gustavo Gutiérrez y Leandro Díaz. Su padre era un ferviente admirador de la cantante peruana Chabuca Granda, derivando así en el apodo de José Darío.

### Carrera
Chabuco inició su recorrido musical a finales de la década de 1990 en la agrupación juvenil vallenata Los pelaos, con la que logró repercusión local. A mediados de la década del 2000 fue publicado su primer álbum como solista de manera independiente, titulado Morirme de amor. En 2008 publicó Nació mi poesía, seguido de Clásico café la bolsa de 2011, en el que añadió géneros como el flamenco, el bolero y el jazz latino a su característico sonido vallenato. El álbum le valió a Chabuco reconocimiento en su país y a nivel internacional, llevándolo a presentarse en festivales y eventos en México, España y Colombia. Clásico café la bolsa obtuvo una nominación a mejor álbum del año en los Premios Nuestra Tierra en 2012.
En 2013 fue publicado un nuevo trabajo discográfico del músico, De ida y vuelta. En 2017 se trasladó a São Paulo para iniciar la grabación de su siguiente disco, titulado Encuentro, su más reciente producción discográfica hasta la fecha. El álbum presenta un sonido vallenato con influencias de la bossa nova brasileña y la adición de instrumentos como el piano y el arpa. Reconocidos músicos como Alejandro Sanz, Zé Godoy y Vicente García participaron en la grabación del disco, producido por el brasileño Swami Jr.
El artista continúa rompiendo barreras y fusionando culturas con su innovador proyecto: "Chabuco Tango". Tras su gira de más de dieciocho conciertos en España, el artista lanza este nuevo álbum mezclando la esencia del tango argentino y el corazón del vallenato colombiano, género que ha sido bandera en la carrera de Chabuco.
Grabado en Mina Clavero, Córdoba, Argentina, este trabajo promete ser una celebración de ritmos, donde el alma del tango se entreteje con la identidad musical de Chabuco. La producción del disco estuvo a cargo de Pablo Governatori y Daniel Ovie.
Esta trayectoria le ha valido la aclamación en Colombia y en escenarios internacionales, siendo nominado a tres Latin Grammy y consolidándose como una de las voces más versátiles y respetadas del folclor colombiano.

## Discografía
- 2004 - Morirme de amor
- 2008 - Nació mi poesía
- 2011 - Clásicos café de la bolsa
- 2013 - De ida y vuelta
- 2018 - Encuentro
- 2020 - Chabuco desde el Teatro Colón
- 2021 - Chabuco en La Habana
- 2023 - Chabuco a Tres Pianos
- 2024 - Chabuco Tango